# Парфилы
Парфилы (укр. Парфили) — село,
Михайловский сельский совет,
Лебединский район,
Сумская область,
Украина.
Код КОАТУУ — 5922986504. Население по переписи 2001 года составляло 12 человек.

## Географическое положение
Село находится в 3 км от левого берега реки Грунь.
На расстоянии в 1 км расположены сёла Майдаки и Шумилы.
Рядом проходит автомобильная дорога Т-1918.